# Oest-Milcultuur
De Oest-Milcultuur (Russisch: Усть-Мильская культура) was een bronstijdcultuur die bestond in grote delen van Jakoetië in het noordoosten van Siberië vanaf de 12e tot 5e eeuw voor Christus.
Ze is vernoemd naar een site nabij het dorp Oest-Mil in de oeloes Oest-Maja van de Republiek Sacha (Jakoetië) in Rusland. Het dorp is gelegen aan de monding van de rivier de Mil in de Aldan.
Kenmerkend voor het aardewerk waren rondbuikvaten met een uitstulpende rand. De versiering bestond uit afdrukken, inkepingen en uitsteeksels. Steen en bot waren nog steeds belangrijke materialen, maar ook brons werd in belangrijke mate gebruikt. De bronzen voorwerpen die door de Oest-Milcultuur werden geproduceerd, omvatten met name wapens, maar er zijn ook tal van kleinere voorwerpen. Een aantal nederzettingen zijn bekend, waarvan sommige meerdere bewoningslagen vormden, maar resten van bouwwerken zijn niet gevonden. Dienovereenkomstig waren de dragers van de Oest-Milcultuur waarschijnlijk nomadische jagers en verzamelaars.